# Едді Гау
Едвард Джон Френк «Едді» Гау (англ. Edward John Frank «Eddie» Howe; 29 листопада 1977, Амершем, Бакінгемшир, Англія) — англійський футболіст і тренер.

## Кар'єра
Більшу частину кар'єри провів у клубі «Борнмут». Очолив цей клуб в січні 2009 року та став наймолодшим головним тренером в Футбольній лізі Англії.
В листопаді 2021 року став головним тренером «Ньюкасла».

## Титули і досягнення

### Як тренера
- Володар Кубка Футбольної ліги (1):

«Ньюкасл Юнайтед»: 2024-25